# Wallace Chafe
Wallace Chafe ˈtʃeɪf (3 setembre 1927 - 3 febrer 2019) va ser un lingüista estatunidenc, professor emèrit i professor d'investigació a la Universitat de Califòrnia a Santa Barbara.
Chafe nasqué a Cambridge (Massachusetts) i es graduà a la Universitat Yale, on va obtenir el doctorat el 1958; de 1975 a 1986 fon director del Survey of California and Other Indian Languages a la Universitat de Califòrnia a Berkeley. Més tard es va traslladar a la Universitat de Califòrnia a Santa Barbara, i va esdevenir professor emèrit a la UCSB el 1991.
Chafe és un cognitivista; considera que la semàntica és un component bàsic del llenguatge. És crític amb la lingüística generativa de Noam Chomsky.
És un erudit influent en llengües ameríndies, especialment llengües iroqueses i llengües caddo, en anàlisi del discurs i psicolingüística, i també prosòdia de l'oració.
Juntament amb Johanna Nichols, va editar un volum seminal sobre evidencialitat en el llenguatge el 1986.

## Obres
- 1962. "Phonetics, semantics, and language." Language 38.335-344.
- 1963. Handbook of the Seneca Language, New York State Museum and Science Service, Bulletin #388; ISBN 1897367139
- 1967. Seneca Morphology and Dictionary. Smithsonian Contributions to Anthropology, vol. 4. Washington: Smithsonian Institution.
- 1968. "Idiomaticity as an Anomaly in the Chomskyan Paradigm." Foundations of Language 4.109-127.
- 1970. Meaning and the Structure of Language. Chicago: The University of Chicago Press.
- 1970. "A Semantically Based Sketch of Onondaga." International Journal of American Linguistics, Memoir 25 (Supplement to vol. 36, no. 2).
- 1976. "Givenness, contrastiveness, definiteness, subjects, topics, and point of view." In Li 1976, 25-55.
- 1976. The Caddoan, Iroquoian, and Siouan languages. Trends in linguistics: State-of-the-art report (No. 3). The Hague: Mouton. ISBN 90-279-3443-6.
- 1980. The Pear Stories: Cognitive, Cultural, and Linguistic Aspects of Narrative Production. Norwood, NJ: Ablex.
- 1988. "Linking Intonation Units in Spoken English." In Haiman and Thompson 1988, 1-27.
- 1994. Discourse, Consciousness, and Time: The Flow and Displacement of Conscious Experience in Speaking and Writing. Chicago: The University of Chicago Press.
- 1996. "Beyond Beads on a String and Branches in a Tree." Conceptual Structure, Discourse, and Language ed. by Adele Goldberg, 49-65. Stanford: Center for the Study of Language and Information.
- 2000. "The Interplay of Prosodic and Segmental Sounds in the Expression of Thoughts." Proceedings of the 23rd Annual Meeting of the Berkeley Linguistics Society, 1997, 389—401.
- 2000. "Loci of Diversity and Convergence in Thought and Language." Explorations in Linguistic Relativity ed. by Martin Pütz and Marjolijn H. Verspoor, 101—123. Amsterdam/Philadelphia: John Benjamins.